# Silly-sur-Nied
Silly-sur-Nied là một xã trong vùng Grand Est, thuộc tỉnh Moselle, quận Metz-Campagne, tổng Pange. Tọa độ địa lý của xã là 49° 07' vĩ độ bắc, 06° 21' kinh độ đông. Silly-sur-Nied nằm trên độ cao trung bình là 250 mét trên mực nước biển, có điểm thấp nhất là 210 mét và điểm cao nhất là 290 mét. Xã có diện tích 4,54 km², dân số vào thời điểm 1999 là 734 người; mật độ dân số là 161 người/km².

## Thông tin nhân khẩu
| 1962 | 1968 | 1975 | 1982 | 1990 | 1999 |
| ---- | ---- | ---- | ---- | ---- | ---- |
| 95   | 122  | 258  | 609  | 718  | 734  |